# アドルフ・ボルン
アドルフ・ボルン（Adolf Born、1930年6月12日 - 2016年5月22日）はチェコの画家、漫画家、イラストレーター、アニメーター、風刺画家、衣装デザイナー。チェコの国民的アーティスト。

## 経歴
チェスケー・ヴェレニツェに生まれる。1949年〜1950年にカレル大学教育学部で美術を学んだ後、1950年〜1953年にプラハ工芸美術大学に転入し、1953年〜1955年にプラハ美術アカデミーに編入した。当時彼はサーカスや異国情緒に興味を示していた。とりわけ、エチオピアの皇帝ハイレ・セラシエ1世や蔣介石といった人物へ興味を示していた。まるで皇帝のようなひげを生やしている写真が多数見受けられる。
文学ではイソップやボフミル・フラバルなどから影響を受けた。
彼は1959年から、若手の風刺画家とともに創造的なグループを作り定期的に展示会に参加していた。
1960年以降、彼の作品は世界中で展示され多くの賞を受賞している。専門は版画である。1962年に結婚、1964年に娘を授かっている。
代表作にミロシュ・マレーマク（Mach and šebesková,žofka）や三銃士などの本の挿絵がある。
舞台の演出の活動としては「悪魔とカーチャ」という劇の小道具や演出を担当していた。
またチェコ郵便局とのコラボもしており、アメリカ大陸発見500周年記念切手（1992年）や探検家マルコ・ポーロ生誕740周年切手のデザインを手がけた。
2016年5月22日にプラハで死亡。

## 受賞歴
- 1965年、1976年 ライプツィヒ国際図書デザイン展グランプリ[2]
- 1979年 BIB（ブラチスラヴァ絵本原画展）金のりんご賞
- 1986年 国際アンデルセン賞画家賞次席
- 2008年 国際アンデルセン賞画家賞ファイナリスト。